# Ковентрі (Коннектикут)
Ковентрі (англ. Coventry) — місто (англ. town) в США, в окрузі Толленд штату Коннектикут. Населення — 12 235 осіб (2020).

## Демографія
Згідно з переписом 2010 року, у місті мешкало 12 435 осіб у 4783 домогосподарствах у складі 3426 родин. Було 5099 помешкань
Расовий склад населення:
| - 95,8 % — білих - 1,0 % — чорних або афроамериканців - 0,9 % — азіатів - 0,2 % — корінних американців |

До двох чи більше рас належало 1,5 %. Частка іспаномовних становила 2,6 % від усіх жителів.
За віковим діапазоном населення розподілялося таким чином: 23,3 % — особи молодші 18 років, 66,0 % — особи у віці 18—64 років, 10,7 % — особи у віці 65 років та старші. Медіана віку мешканця становила 41,5 року. На 100 осіб жіночої статі у місті припадало 102,6 чоловіків;  на 100 жінок у віці від 18 років та старших — 100,6 чоловіків також старших 18 років.
Середній дохід на одне домашнє господарство  становив 106 336 доларів США (медіана — 88 562), а середній дохід на одну сім'ю — 119 063 долари (медіана — 99 934). Медіана доходів становила 69 473 долари для чоловіків та 52 441 долар для жінок. За межею бідності перебувало 4,0 % осіб, у тому числі 5,9 % дітей у віці до 18 років та 1,0 % осіб у віці 65 років та старших.
Цивільне працевлаштоване населення становило 6898 осіб. Основні галузі зайнятості: освіта, охорона здоров'я та соціальна допомога — 31,3 %, виробництво — 12,0 %, фінанси, страхування та нерухомість — 11,0 %, роздрібна торгівля — 10,2 %.